# 曲飞飞
曲飞飞（1982年5月18日—），出生于辽宁沈阳，中国足球运动员，中国国家女子足球队成员。她曾参加2006年亚洲运动会女子足球比赛，获得一枚铜牌。她也参加了2004年雅典奥运会。